# (7849) Janjosefrič
(7849) Janjosefrič est un astéroïde de la ceinture principale.

## Description
(7849) Janjosefrič est un astéroïde de la ceinture principale. Il fut découvert le 18 avril 1996 à l'Observatoire d'Ondřejov par Petr Pravec et Lenka Šarounová. Il présente une orbite caractérisée par un demi-grand axe de 2,73 UA, une excentricité de 0,10 et une inclinaison de 6,0° par rapport à l'écliptique.

## Compléments